# الکتروگورسک
شهر الکتروگورسک (به روسی: Электрогорск) در کشور روسیه و در اوبلاست مسکو واقع شده‌است.